# Аккабак
Аккабак (каз. Аққабақ) — упразднённое село в Костанайском районе Костанайской области Казахстана. Входило в состав Ждановского сельского округа. Исключено из учётных данных в 2017 г.
Код КАТО — 395445300.

## Население
По данным 1999 года, в селе не было постоянного населения. По данным переписи 2009 года, в селе проживали 44 человека (26 мужчин и 18 женщин).